# Soluția Reissner-Nordström
În fizică și astronomie, soluția Reissner-Nordström este o soluție a ecuațiilor de câmp ale lui Einstein din 1915.
Soluția Reissner-Nordström descrie o gaură neagră cu sarcină electrică.

## Metrică
Soluția Reissner-Nordström a fost descoperită de Hans Reissner și Gunnar Nordström și se scrie astfel:
{\displaystyle c^{2}{d\tau }^{2}=\left(1-{\color {OliveGreen}{\frac {r_{s}}{r}}}+{\color {Red}{\frac {r_{Q}^{2}}{r^{2}}}}\right)c^{2}dt^{2}-{\frac {dr^{2}}{1-{\color {OliveGreen}{\frac {r_{s}}{r}}}+{\color {Red}{\frac {r_{Q}^{2}}{r^{2}}}}}}-r^{2}d\Omega ^{2}}
unde 
- τ este timpul propriu în secunde, măsurat cu un ceas care se mișcă odată cu particula
- c este viteza luminii în metri pe secunde,
- t este coordonata timp în secunde, măsurat cu un ceas care staționar se află la infinit
- r este raza (circumferința unui cerc centrat pe stele împărțită la 2π), în metri,
- Ω este unghiul solid,

{\displaystyle \,d\Omega ^{2}=d\theta ^{2}+\sin ^{2}\theta \,d\phi ^{2}}
-   - rs este the raza Schwarzschild (în metri) al unui corp masiv, care are masa M

{\displaystyle r_{s}={\frac {2GM}{c^{2}}}}
unde
-   - G este constanta gravitațională, și
  - rQ este o lungime de scară care corespunde sarcinii electrice Q al masei

{\displaystyle r_{Q}^{2}={\frac {Q^{2}G}{4\pi \varepsilon _{0}c^{4}}}}
unde
-   - {\displaystyle {1 \over 4\pi \varepsilon _{0}}} este constanta din legea lui Coulomb.

## Soluția Reisner- Nordstrom și astrofizica găurilor negre
Soluția Reisner- Nordstrom reprezintă o gaura neagra cu sarcina electrica. S- a constatat , ca ea are doua orizonturi de evenimente: unul extern si altul intern, numit și orizont Cauchy, in cinstea matematicianului francez Augustin Louis Cauchy. Începând din anii 70 a prezentat interes, daca gaurile negre cu sarcina electrica foarte mare, pot să existe în Univers? S- a constatat, că găurile negre cu sarcina electrica foarte mare, sunt dispuse să se descarce printr-un proces electrodinamic de tip Schwinger, in rezultatul generării de cupluri particula- antiparticula in câmpul foarte intens electric din apropierea orizontului extern al gaurii negre . In timp ce găurile negre microscopice, cu mase de ordinul 10^15 g,sau mai mici au tendința să se descarce electric printr-un proces Hawking de evaporare a găurilor negre, păstrând statistic o sarcina electrica de ordinul unei sarcini elementare